# Rockford (Ohio)
Rockford – wieś w Stanach Zjednoczonych, w stanie Ohio, w hrabstwie Mercer.